# Tennistoernooi van Hilversum 1970
Het tennistoernooi van Hilversum van 1970 werd van maandag 3 tot en met zondag 9 augustus 1970 gespeeld op de gravelbanen van het 't Melkhuisje in de Nederlandse plaats Hilversum. De officiële naam van het toernooi was Dutch Open. Het toernooi was geen touronderdeel. 
De Nederlander Tom Okker verdedigde met succes zijn titel in het mannentoernooi.
De Australische Margaret Court won het vrouwentoernooi. 
Er werd ook gestreden in het gemengd dubbelspel. Daarin versloegen de Britse Winnie Shaw en de Australiër Owen Davidson de Zweedse Christina Sandberg en de Zuid-Afrikaan Robert Maud met 4-6, 6-3, 7-5.
Het toernooi bestond uit twee delen:
- WTA-toernooi van Hilversum 1970, het toernooi voor de vrouwen
- ATP-toernooi van Hilversum 1970, het toernooi voor de mannen